# Études d’après nature
Unter Études d’après nature versteht man als Lehrmittel und Vorlagen gedachte Fotografien des 19. Jahrhunderts. Sie fanden zunächst Verwendung im Unterricht, etwa bei der Ausbildung bildender Künstler, wurden später dann aber auch vermehrt von fertig ausgebildeten Künstlern als Werkvorlage genutzt. Beliebte Motive waren Aktmodelle, Tiere und Naturaufnahmen.

## Vorgeschichte

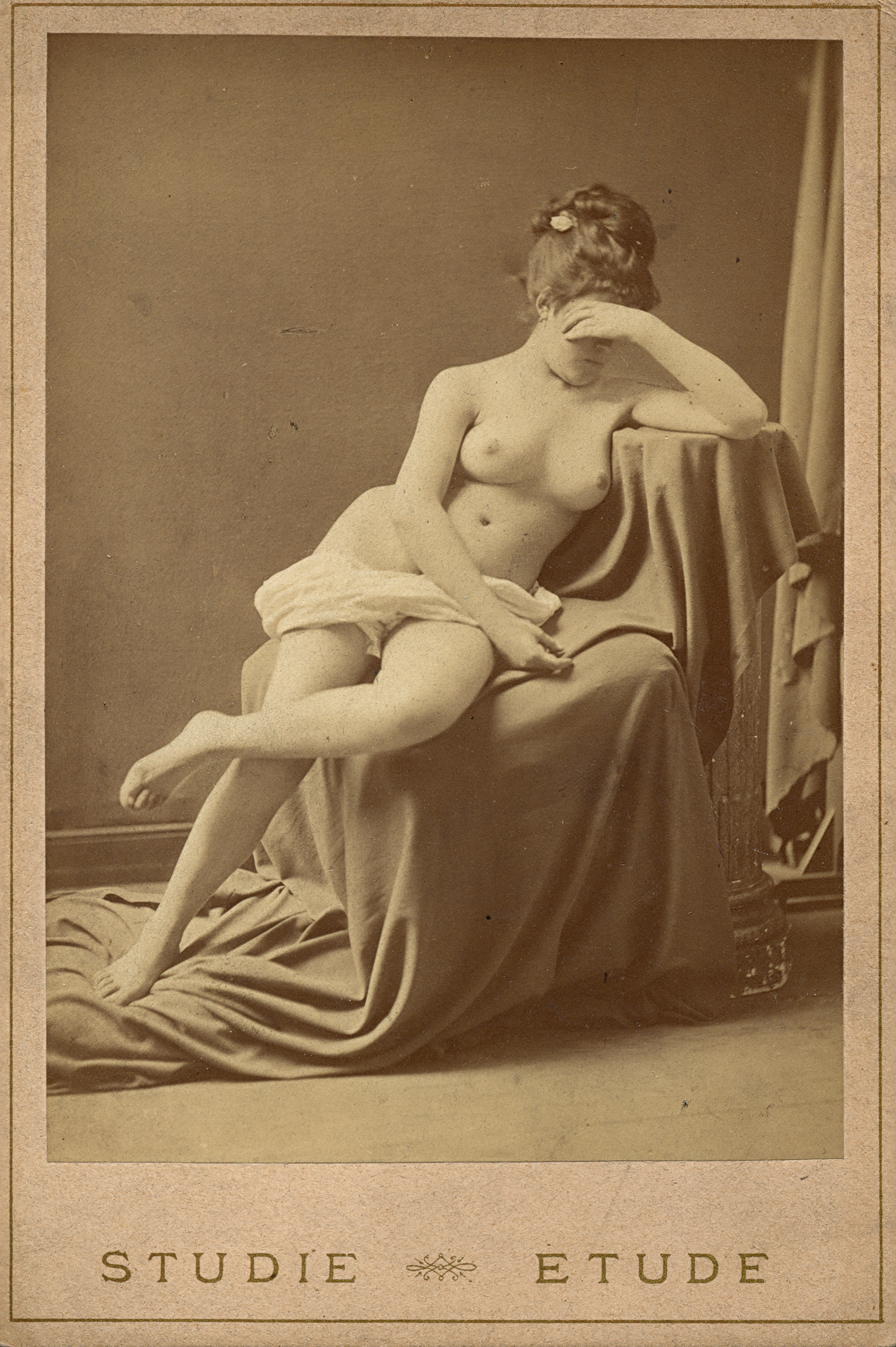
Weiblicher Akt

Als einer der Begründer der Études d’après nature gilt Félix-Jacques Moulin. Wegen des Vertriebs von Fotografien, die von den Behörden als pornografisch eingestuft wurden, wurde er 1851 zu einem Monat Gefängnis und einer Geldstrafe verurteilt. Um weiteren Strafen zu entgehen, bezeichnete er seine Abzüge um 1852 kurzerhand als „Études photographiques“ und lieferte sie auch bei den offiziellen Stellen ab. Von nun an wurden sie dem Bereich der Malerei und ihren Modellen und somit den Akademien zugeordnet, die seit längerem als Bildvorlagen für den Künstlerbedarf dienten. „Eine Akademie, so lautet die Definition aus dem späten 18. Jahrhundert, ist die Nachbildung eines lebenden, gezeichneten, gemalten oder modellierten Modells.“

## Kunstausbildung
Der dritte Schritt der künstlerischen Ausbildung trug damals bereits den Titel „Étude d’après nature“ und bezeichnete das Kopieren von Meisterwerken der Malerei und der Skulptur. Nur die begabtesten oder besonders begüterten Schüler hatten die Möglichkeit, lebende Aktmodelle zu studieren und zu malen. Im Unterricht waren dies bis 1880 männliche Modelle. Nur in privaten Ateliers posierten auch weibliche Modelle. Moulin und seine Zeitgenossen, unter anderem Julien Vallou de Villeneuve, Louis-Camille d’Olivier oder Pierre-Ambroise Richebourg haben sich bei ihren Fotografien an den tradierten Posen der gemalten Modelle orientiert.  Die Fotografie folgte also vorerst dem Vorbild der Malerei.
Seit den 1850er Jahren wurden umgekehrt auch in den Kunstakademien immer häufiger Fotografien als Vorlagen verwendet – in Abhängigkeit vom technischen Entwicklungsstand der Fotografie zunächst in Frankreich und England, später auch in Deutschland, Österreich und Italien.

## Bilderindustrie

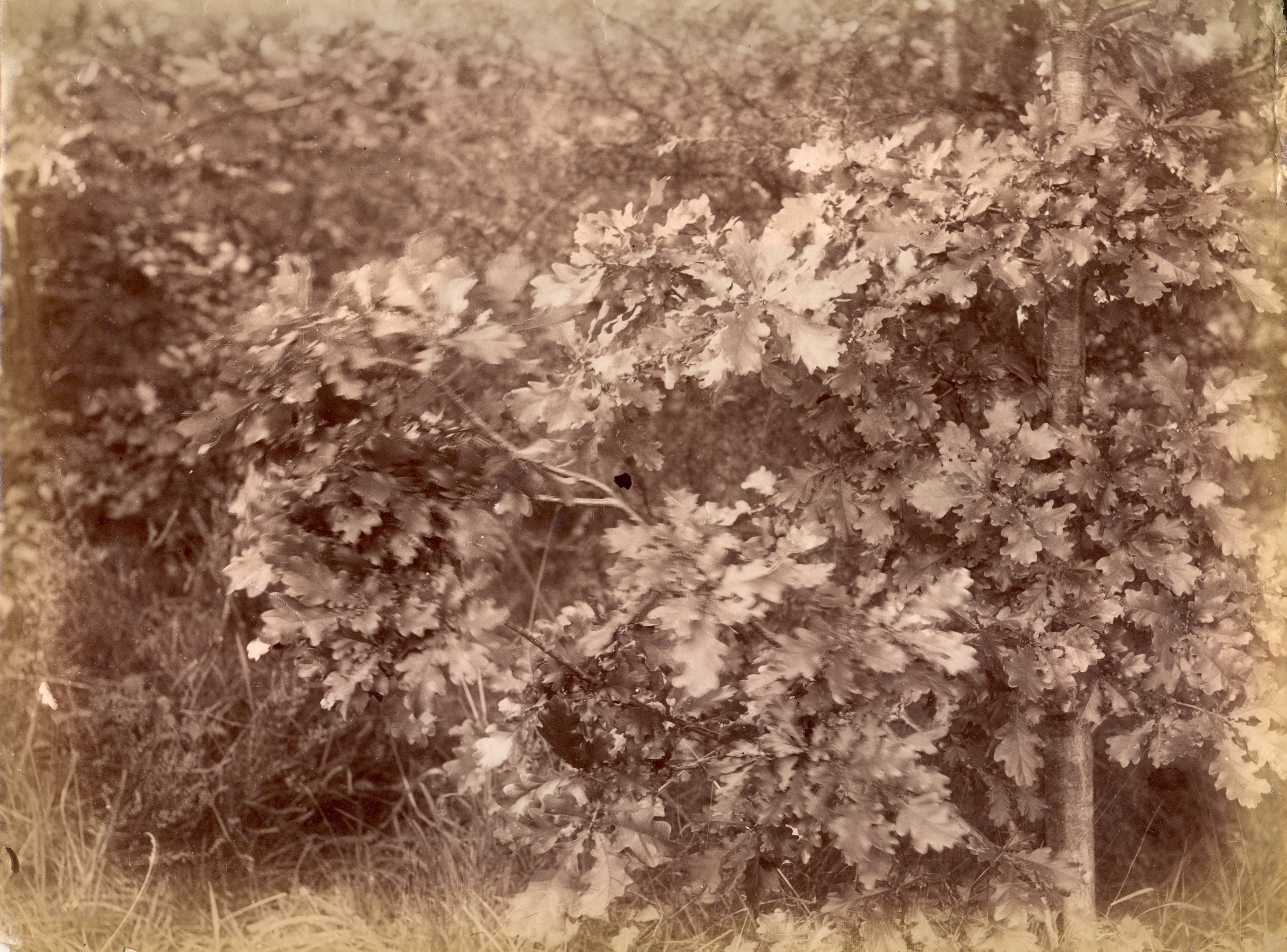
Junge Eiche – Naturstudie

In den 1850er Jahren entwickelte sich eine regelrechte „Bilderindustrie mit fotografischen Vorlagenstudien, die über den Kunst-, Buch- und Graphikhandel vertrieben wurden“. „Ètudes d’après nature“-Kataloge wurden vor allem von Adolphe und Georges Giraudon sowie Calavas herausgebracht.

## Fotografien in den Kunstakademien
Auch wenn althergebrachte Strukturen verändert werden mussten, stellte diese Entwicklung für die Kunstakademien kein gravierendes Problem dar. Die Verwendung von Fotografien war immerhin kosten- und zeitgünstiger als die Arbeit mit einem lebenden Modell.  Zudem hatte die Fotografie den Vorteil der absoluten Genauigkeit: Sie war ein unbewegtes Bild, das nach Belieben studiert werden konnte. So bemerkt Paul Delaroche über den Künstler, der die Fotografie verwendet:
„Was ihn [den Künstler] am meisten an den fotografischen Zeichnungen beeindruckt, das ist die unnachahmliche Feinheit des Bildes, die doch in keiner Weise die ruhige Wirkung der Massen stört, noch irgendwie dem Gesamteindruck schadet. Die Genauigkeit der Linien, die Präzision der Formen ist in den Daguerreschen Bildern so vollkommen wie möglich, und man erkennt darin zugleich eine breite kraftvolle Modellierung und ein im Ton wie in der Wirkung Ganzes. Der Maler wird in diesem Verfahren ein rasch arbeitendes Mittel finden, um Sammlungen von Studien zu machen, die er sonst nur mit großem Aufwand an Zeit, Mühe und mit viel geringerer Vollkommenheit herstellen könnte, wie groß sein Talent auch sein mag.“
Gleichwohl gehörte das Abmalen von Bildern und von Architektur weiterhin zum Lehrplan der Akademien.

## Das Verhältnis zwischen Fotografie und Malerei

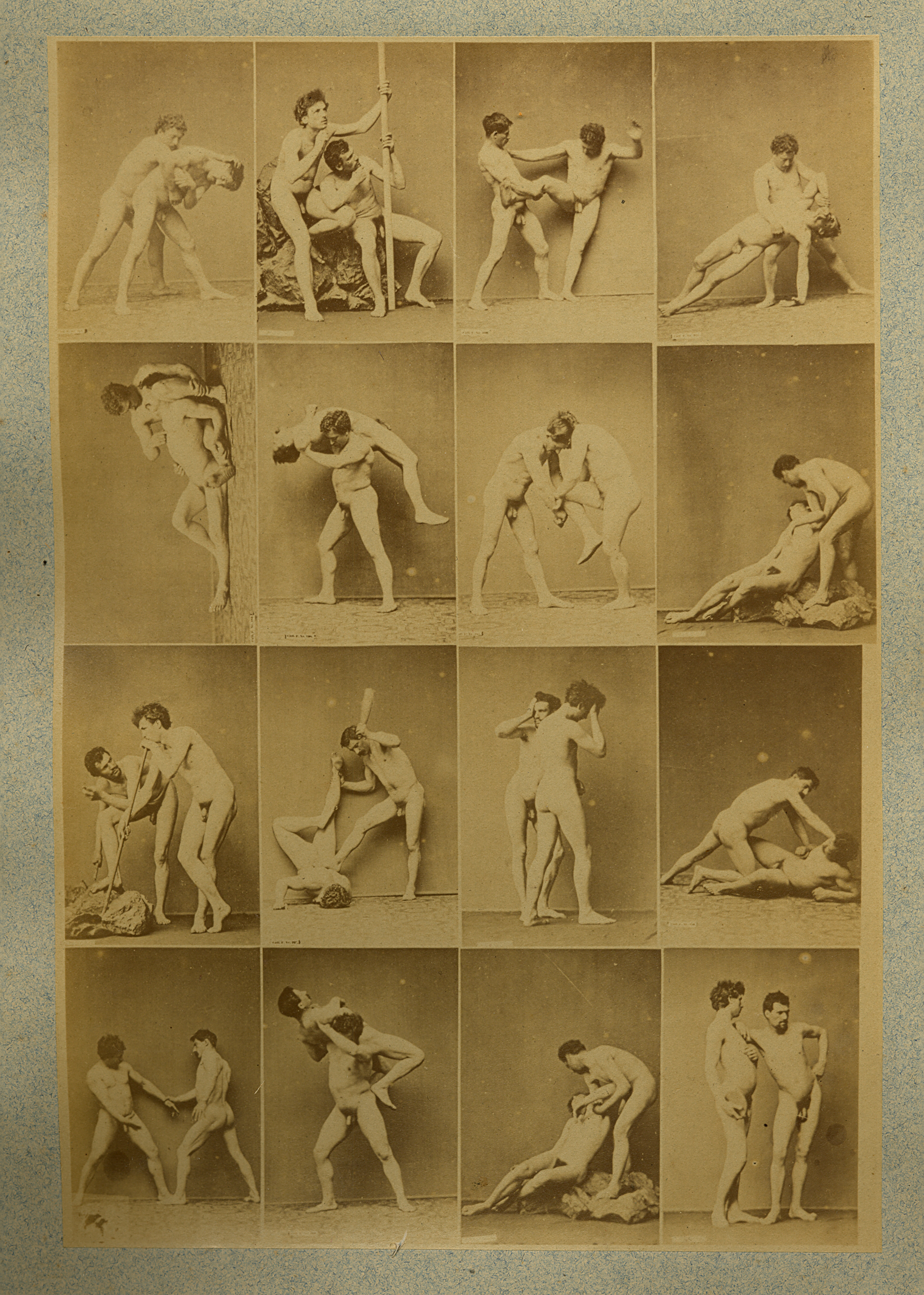
Bewegungsstudie

Die Fotografie stand im 19. Jahrhundert der Malerei nicht gleichberechtigt gegenüber; ihr wurde der Kunststatus verweigert. Dennoch findet man Fotografien im Stil der études d’après nature aus dem 19. Jahrhundert mitunter bis heute in den Sammlungen der Akademien: In der Academia di Brera in Mailand, der Ecole Nationale des Beaux-Arts in Paris sowie den Kunstakademien in Berlin und Wien haben sich entsprechende Archive erhalten.
In den Sammlungen werden Fotografien oft direkt neben den Studien der Akademiemitglieder aufbewahrt. Die Fotografien tragen dabei häufig starke Gebrauchsspuren, wie zum Beispiel eingezeichnete Gitternetze. Dies zeigt, dass diese Fotografien Gebrauchsgegenstände waren und zur Lehrmittelsammlung gehörten. Oft wurden sie sogar für bestimmte Zwecke bei den Fotografen in Auftrag gegeben. Fotografische Vorlagen konnten innerhalb kürzester Zeit hergestellt werden und halfen so den Arbeitsprozess der Maler zu verkürzen. Zudem konnten sich die Maler dank der Fotografien länger und eingehender mit dem Objekt, einem Menschen in einer bestimmten Pose oder einem nicht transportablen Gegenstand wie einem Baum oder einem Gebäude, befassen. „Fotografie war ein Instrument, um Wahrnehmungen zu ermöglichen. Was sich zeigte, war die Schönheit der Natur, nicht das Kunst-Schöne des fotografischen Gebildes; die Natur wurde aufgenommen.“

## Archive
„In den 1860er Jahren entstanden die ersten systematisch aufgebauten Fotografiearchive für den akademischen Unterricht in Malerei, Bildhauerei und Architektur.“ Die Fotografien wurden in den Sammlungen der Akademien als Musterblätter aufbewahrt und seit den 1860er Jahren entstanden auch erste systematisch aufgebaute Fotoarchive. Dabei wurden ausschließlich Positive gesammelt. Ähnliche oder zusammen passende Abzüge wurden häufig nebeneinander auf einer Tafel, einem Karton, montiert. Dabei wurde eine Form eingehalten, die zum Gebrauch im Unterricht und in den Ateliers bestimmt war. So lassen sich die Gebrauchsspuren an vielen der erhaltenen Fotografien erklären.

## Maler und die études d’après nature

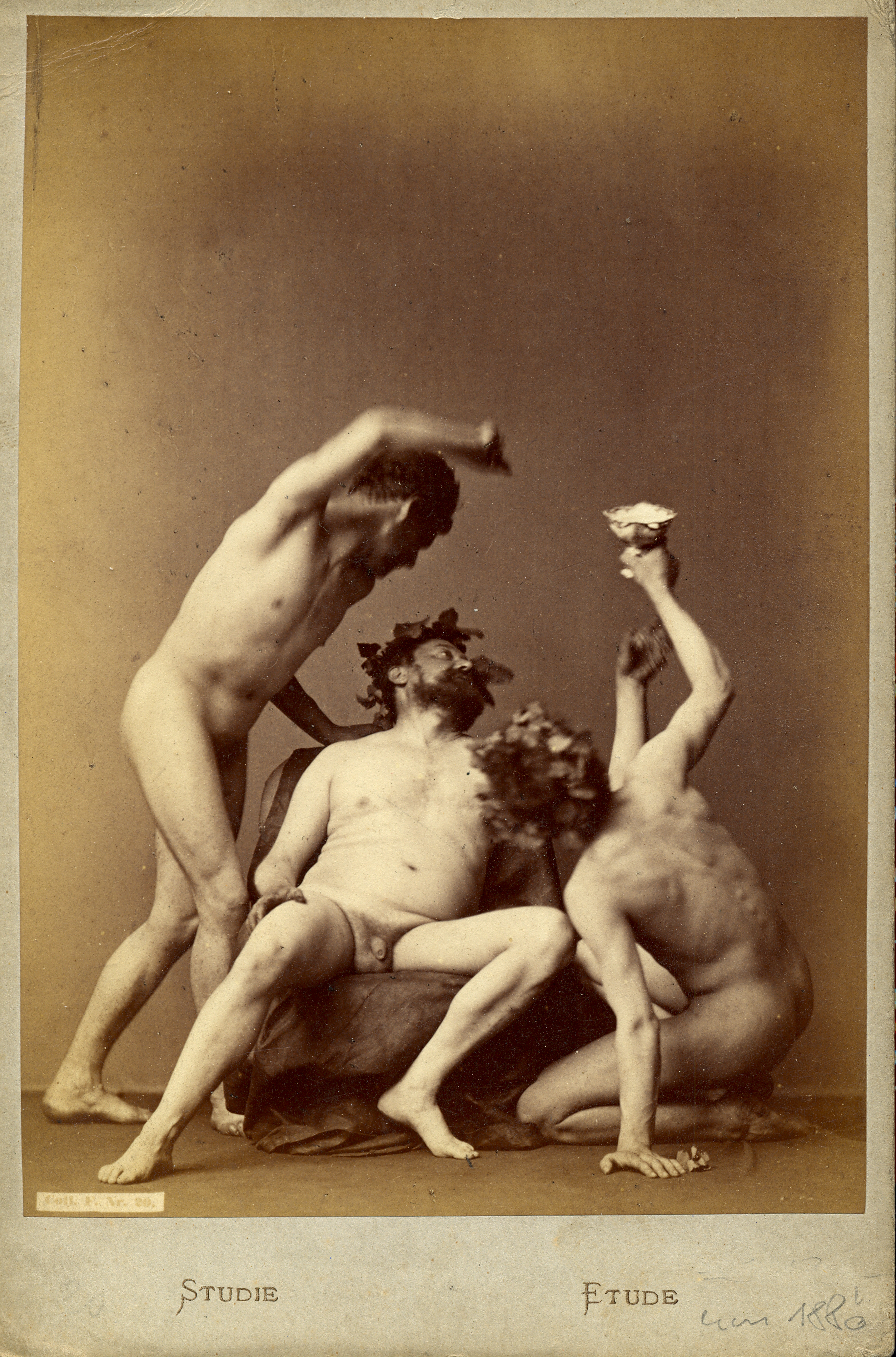
Aktstudie

Fotografien als Vorlagen wurden nicht nur in den Akademien verwendet. Selbst bekannte Künstler wie Delaroche, Degas, Gustave Courbet, Gérôme oder Delacroix haben solche Fotografien in Auftrag gegeben oder benutzt. Zum einen war der Zeitaufwand dadurch geringer und zum anderen konnten ungewöhnliche Posen festgehalten werden. Jean-Léon Gérôme hat für sein Gemälde „Phyrne devant l’Aréopage“ (1860) beim Fotografen Nadar eine Aktstudie in Auftrag gegeben. Courbet verwendete für seine Gemälde „Les Baigneuses“ (1853) und „L’Atelier“ (1855) Kalotypien von Julien Vallou de Villeneuve. Dieser hatte 1851–55 eine Serie von Frauenakten unter dem Titel „études d’après nature“ als Kunstvorlagen in den Handel gebracht. Dies waren nicht die einzigen Werke Courbets, die von Aktfotografien angeregt wurden. Überraschend ist somit die häufig große Ähnlichkeit zwischen den Fotografien und den Malereien nicht.
Doch nicht nur im Bereich der Darstellung der Körper fand die Fotografie großen Anklang. Vor allem bei der Darstellung von Wetterphänomenen, besonders von Wolken, fand die Fotografie in der Malerei breite Verwendung. Nach John Ruskin waren Phänomene wie Wellen und Wolken in der Malerei nur schwer wiederzugeben. So nahmen Maler wie Caspar David Friedrich, John Constable und William Turner die Möglichkeiten der Fotografie dankbar an. Fotografen, die sich der Herstellung von Wolkenaufnahmen widmeten, waren unter anderem Charles Marville, Gustave Le Gray und Roger Fenton. Zehn Jahre später, um 1860, folgten Fotografien unter anderem von John Vaugham und August Kotzsch.
Auch fotografische Tierstudien hielten im 19. Jahrhundert Einzug in die Ateliers. Im Gegensatz zu den bisherigen, wenig plastischen Tierzeichnungen boten sie ein lebendigeres und naturgetreueres Abbild. Rosa Bonheur war die wohl bekannteste französische Tiermalerin des 19. Jahrhunderts. Auch sie verfügte über eine umfangreiche Studiensammlung von Fotografien.  Doch blieb das Verhältnis zwischen Malerei und Fotografie ambivalent. Nach Arnold Böcklin hebt die Malerei nur „kleinliche Geschichten hervor und lässt die Gesamtform fast verschwinden“. Dennoch lässt sich zeigen, dass auch Arnold Böcklin hin und wieder auf Fotografien als Vorlagen für Porträtgemälde zurückgegriffen hat.

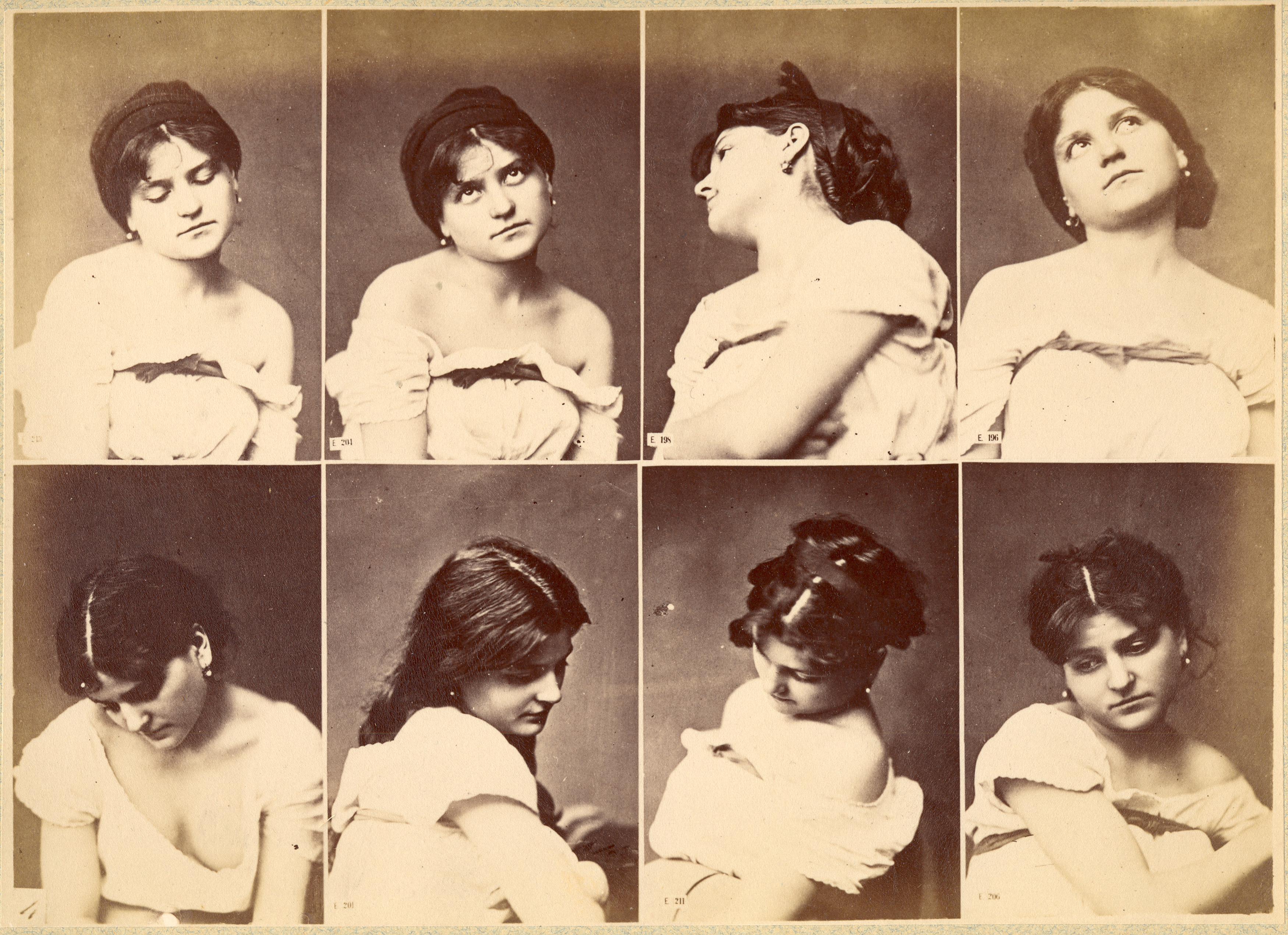
Ausdrucksstudie

### Delacroix
Auch Eugène Delacroix (1798–1863) bediente sich an der Fotografie. Tatsächlich war er der erste bedeutende Künstler, der auf die Aktfotografie als Hilfsmittel zurückgriff. 1853 stellte er gemeinsam mit Eugène Durieu eine größere Anzahl von Aktstudien her. Davon fanden einige Aufnahmen unter anderem für das Gemälde „L’Odalisque“ (1857) Verwendung. „Zudem hat sich in einer Pariser Privatsammlung ein Album mit 40 Aktaufnahmen weiblicher und männlicher Modelle aus den 1850/60er Jahren erhalten, das mit großer Wahrscheinlichkeit vermutlich ebenfalls aus dem Nachlass von Delacroix stammt.“

### Motive
Obwohl Aktdarstellungen das verführerischste und umstrittenste Motiv war, war es bei weitem nicht das einzige. Immer häufiger wurden auch einzelne Körperteile dargestellt. So gibt es zum Beispiel ganze Tafeln mit Abzügen unterschiedlichster Handstellungen von Louis Igout. Außerdem in Archiven erhalten sind Aufnahmen von Architektur, Landschaften, Kunstreproduktionen sowie Tier-, Pflanzen-, Blumen- und Baumstudien. Eher selten wurden Stillleben, Landschaften und Porträts aufgenommen.

### Naturstudien

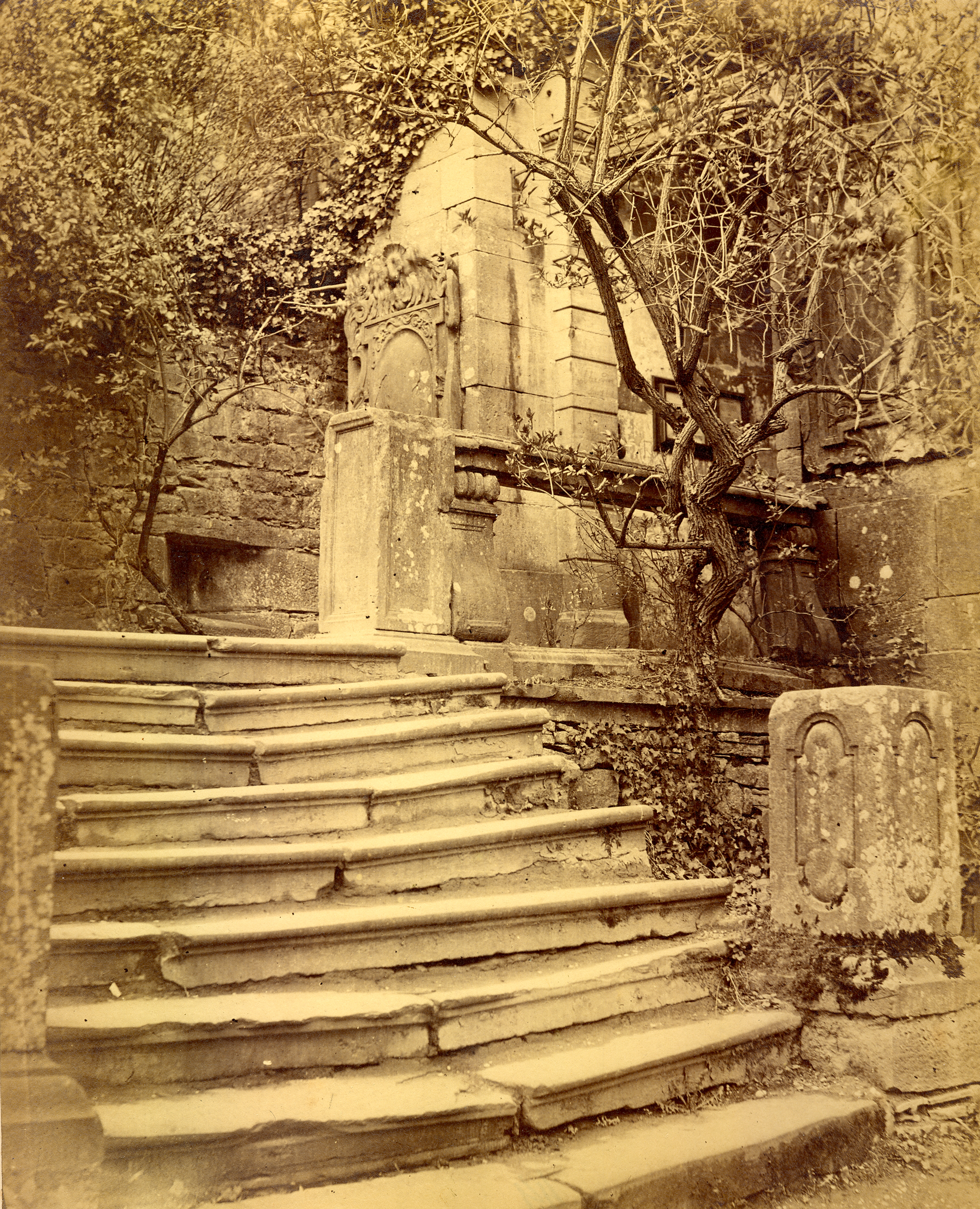
Naturstudie – Treppe

Ein wichtiger Bereich waren auch Naturstudien. Um 1870 waren sie so verbreitet, dass der Schriftsteller Gaston Tissandier zu dem Schluss kam: „So kann sich ein Landschaftsmaler gar nicht genug inspirieren lassen von einigen dieser bewundernswerten photographischen Naturstudien“.

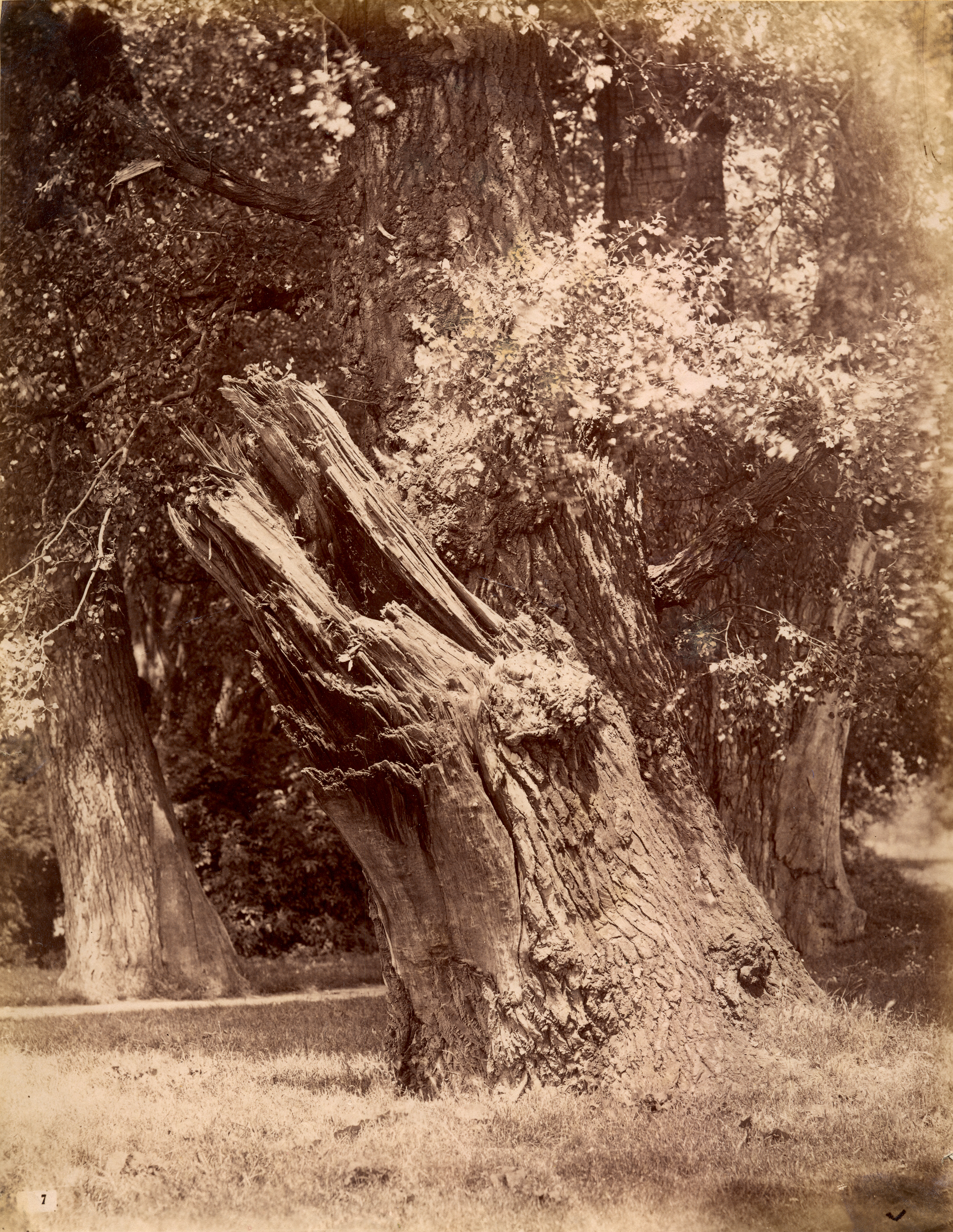
Naturstudie – Baum

### Barbizon
Im Wald von Fontainebleau entwickelte sich Mitte des 19. Jahrhunderts eine besondere Wechselbeziehung zwischen Malern und Fotografen. Maler wie Albert Brendel, Jean-Baptiste Corot, Ferdinand Chaigneau oder Théophile-Narcisse Chauvel haben diesen kleinen Wald in der Gegend von Barbizon entdeckt und dort viel Zeit für ihre Studien und Gemälde zugebracht. Im Laufe der Zeit sind Fotografen darauf aufmerksam geworden und haben sich bei ihren Fotografien im Wald an den Gemälden der Künstler orientiert. In diesem Wald ist die künstlerische Landschaftsfotografie entstanden und ist somit eng verwoben mit „dem Wirken der Künstler, die als sogenannte Schule von Barbizon die Freilichtmalerei Mitte des 19. Jahrhunderts wiederbelebten“.

## Kommentar (1873)
„Keinem technischen Hülfsmittel der Gegenwart ist die Kunstwissenschaft zu solchem Danke verpflichtet, wie der Photographie. Sie eigentlich hat uns erst in die Lage gesetzt, vergleichende Studien mit jener Sicherheit zu betreiben, auf welche der Wechsel subjektiver Stimmung, der Beleuchtung, der Tageszeit, des Aufbewahrungsortes keinen Einfluss mehr übt. Die durch die weiteste Entfernung getrennten Objekte führt die Photographie in einer Nachbildung, mit deren Treue Nichts wetteifern kann, uns neben einander zu Prüfung vor’s Auge und lässt uns zu Wahrnehmungen gelangen, an welche vorher nicht zu denken gewesen wäre.“